# بوريس فينكل
بوريس فينكل (بالأوكرانية: Борис Финкель)‏ هو لاعب كرة قدم أوكراني في مركز الهجوم، ولد في 2 فبراير 1968 في تشيرنوفتسي في أوكرانيا. لعب مع نادي بوكوفينا تشيرنوفتسي.

## وصلات خارجية
- بوريس فينكل على موقع اتحاد أوكرانيا (الإنجليزية)
- بوريس فينكل على موقع قاعدة بيانات كرة القدم.إي يو (الإنجليزية)
- بوريس فينكل على موقع ناشيونال فوتبول تيمز (الإنجليزية)
- بوريس فينكل على موقع Soccerway.com (الإنجليزية)